# Will E. Sheerer
Will E. Sheerer (Estats Units, 1871- Yonkers, 24 de desembre de 1915) va ser un actor de teatre i posteriorment, durant els primers anys de la dècada de 1910, de cinema mut. Fou reconegut per la seva capacitat de disfressar-se.

## Biografia
Va néixer el 1871 i cap als 16 anys ja feia d'actor de teatre. Durant 23 anys va exercir com a actor excepte en dos lapses de temps: va estar durant dos anys fent el servei militar a Cuba durant la guerra amb Espanya i un breu període com a corredor de borsa a Wall Street. Se sap que el març de 1903 feia el paper de Hank Hudson a l'obra “Blue Jeans” de Joseph Arthur a Nova York. L'any 1910 va ser contractat per la Edison però després d'una breu experiència allà va ser contractat per la Vitagraph. Posteriorment va participar successivament en les productores Bison, Nestor, Reliance i Crystal abans de ser contractat per l'Eclair. A mitjans del 1914 havia aparegut en unes 150 pel·lícules a Eclair de les que només se'n coneixen una cinquantena.
El 20 de març de 1914 es va produir un incendi que va destruir els dos estudis i el laboratori, de la companyia inclosos tots els negatius de la companyia, provocant unes pèrdues d'uns 300.000 dòlars. La producció es va enviar a Tucson, a la secció que l'Éclair mantenia a l'oest i allà va anar Sheerer.
Ja en el món del teatre era conegut per la seva habilitat per interpretar diferents personatges dins de l'obra (en una obra va arribar a interpretar-ne 10) i més tard, per la seva capacitat de disfressar-se se l'anomenava “l'home de les mil cares”.
A principis de 1915 la companyia es va traslladar a los Angeles i Sheerer s'hi va estar fins a mitjans d'any quan va ser contractat per Gaumont, després Selig i la Universal. No va tenir temps de participar en gaires pel·lícules més, ja que el 24 de desembre de 1915 moria a Yonkers, vora Nova York.

## Filmografia

### Pel·lícules abans de l'Eclair
- Aunt Miranda's Cat (8/05/1912, Edison)
- Oliver Twist (20/05/1912, General Film)
- The Close of the American Revolution (2/07/1912, Edison)
- More Precious Than Gold (30/07/1912, Edison)

### Pel·lícules amb l'Eclair
- The Passing Parade (29/08/1912)
- The Old Doctor’s Humanity (1/09/1912)
- Caprices of Fortune (17/10/1912)
- Making Uncle Jealous (24/10/1912)
- Rosie (29/10/1912)
- Silent Jim (5/11/1912)
- Foiling a Fortune Hunter (7/11/1912)
- The Honor of the Firm (12/11/1912)
- The Bonnie, Bonnie Banks o’Loch Lomond (3/12/1912)
- The Black Sheep (10/12/1912)
- When an Old Maid Gets Busy (17/12/1912)
- The Vengeance of the Fakir (19/12/1912)
- An Accidental Servant (7/01/1913)
- The Return of Lady Linda (9/01/1913)
- The Detective's Santa Claus (14/01/1913)
- The Spectre of Bridegroom (23/01/1913)
- The One Who Had to Pay (28/01/1913)
- For His Child's Sake (4/02/1913)
- The Crimson Cross (5/03/1913)
- For Better or for Worse (19/03/1913)
- The Sons of a Soldier (7/05/1913)
- A Wise Judge (11/05/1913)
- The Key (14/05/1913)
- For the Man She Loved (16/07/1913)
- Soul to Soul (30/07/1913)
- The Thirst for Gold (13/08/1913)
- The Beaten Path (20/08/1913)
- The Banker's Daughter (10/09/1913)
- Rob Roy (17/09/1913)
- Stung (21/09/1913)
- A Puritan Episode (24/09/1913)
- One of the Rabble (8/10/1913)
- From the Beyond (15/10/1913)
- Cynthy (29/10/1913)
- The Reformation of Calliope (5/11/1913)
- Partners (10/11/1913)
- Trouble on the Stage (7/12/1913)
- Over the Cliffs (10/12/1913)
- Loaded (21/12/1913)
- The Highwayman’s Shoes (24/12/1913)
- Apply to Janitor (28/12/1913)
- Cue and Miss Cue (4/01/1914)
- The Snake Charmer (11/01/1914)
- Coming Home (21/01/1914)
- An Enchanted Voice (25/01/1914)
- Valentine's Day (8/02/1914)
- The Electric Girl (22/02/1914)
- When God Wills (18/03/1914)
- The Drug Traffic (8/04/1914)
- The Price (19/04/1914)
- In a Persian Garden (20/05/1914)
- The Dupe (29/07/1914)
- For His Father's Life (13/09/1914)
- The Aztec Treasure (23/09/1914)
- Fate's Finger (27/09/1914)
- Till the Sands of the Desert Grow Cold (30/09/1914)
- The Squatter (14/10/1914)
- The Violinist (21/10/1914)
- Smallpox on the Circle U (25/10/1914)
- The Return (4/11/1914)
- At the Crucial Moment (8/11/1914)
- The Yellow Streak (11/11/1914)
- The Wondrous Melody (18/11/1914)
- The Girl Stage Driver (2/12/1914)
- A Game of Wits (16/12/1914)
- For the Defense (27/12/1914)
- Terror (10/01/1915)
- Avarice (3/05/1915)
- The Little Band of Gold (17/05/1915)
- Stepping Westward (7/06/1915)
- Brand Blotters (14/06/1915)

### Pel·lícules després de l'Eclair
- When the Call Came (21/06/1915, Gaumont)
- The Smouldering (12/07/1915, Selig)
- The Clause in the Constitution (19/08/1915, Selig)
- The Bridge of Time (7/10/1915, Selig)
- Liquor and the Law (11/12/1915, Universal)
- Graft (11/12/1915, Universal)
- The Far Country (21/08/1916, Selig)